# Kleinteil

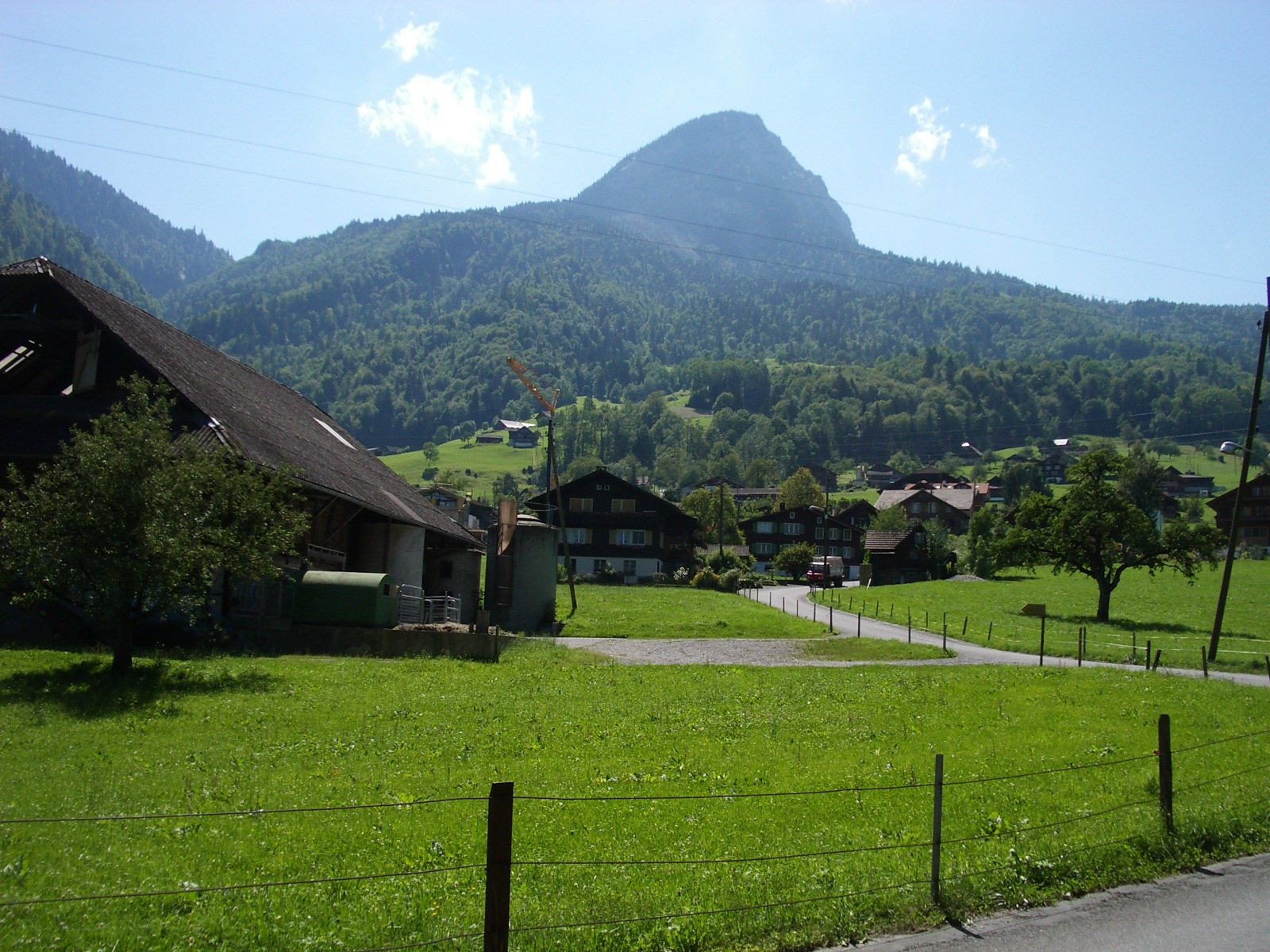
Kleinteil mit Giswilerstock

Kleinteil ist ein Ortsteil der Gemeinde Giswil im Kanton Obwalden.

## Geographie
Kleinteil liegt im südwestlichen Teil der Gemeinde Giswil zwischen den Bächen Altibach und Lauibach am Nordostfuss des Giswilerstocks. Nördlich liegt auf der anderen Seite des Lauibachs der Ortsteil Grossteil, östlich liegen Rudenz und Diechtersmatt. Kleinteil ist keine verwaltungstechnisch oder politisch abgegrenzte Einheit von Giswil, daher sind die Grenzen nicht genau festgelegt. Im engeren Sinn besteht Kleinteil aus einem geschlossen bebauten Gebiet. Dieses findet jedoch seine Fortsetzung in Einzelgebäuden, zumeist Bauernhöfe, die um den Ortskern zunächst noch in geringem Abstand zueinander stehen.
Mitten durch Kleinteil fliesst das Wissibächli. Dieses verursachte Ende Juni und Mitte August 2011 nach heftigen Niederschlägen ein lokales Hochwasserereignisse. In Kleinteil entstanden Schäden an Gebäuden und Infrastruktur. Ende 2011 wurde daher die Eindolung des Baches im oberen Ortsteil geöffnet. Das Gerinne wurde als Raubettrinne mit Stufen-Becken-Struktur ausgebaut. Weiter oben wurden bis zur Panoramastrasse Blöcke mit ausgeprägten Rampen und Becken gebildet. Die Sohlenbreite wurde auf der gesamten Länge auf zwei Meter verbreitert. Damit ist das Gerinne für einen Reinwasserabfluss im oberen Bereich von 4,5 m³/s und im unteren Bereich von 7 m³/s dimensioniert, was für ein 30-jährliches Ereignis ausreicht.

## Geschichte
Kleinteil galt bis zum Untergang der Kirche von 1629 als Zentrum der Gemeinde Giswil. 1607 wurde zwar im Grossteil eine erste Kapelle gebaut, aber nur, weil der Weg zur Pfarrkirche im Kleinteil gefährlich war. Schon 1429 bestanden Ansätze einer Selbständigkeit von Gross- und Kleinteil. Urkunden erwähnen zwei Korporationen «teil rütihalb» und «teil kilchehalb».

## Sehenswürdigkeiten
Durch Kleinteil und den Ortsteil Rudenz verläuft ein historischer Wanderweg, der zu vielen historischen Gebäuden führt. Die Überreste der Turmruine Rosenberg stehen zwischen der Kapelle und dem Hotel Alpenrösli. Die Schlegelsäge von 1877 wurde 2002 wieder aufgebaut und ist damit wohl die einzige betriebsbereite Säge dieser Art in der Schweiz. Die Kapelle Kleinteil wurde 1664 bis 1667 errichtet und 1684 eingeweiht. Sie ist dem Hl. Antonius von Padua geweiht. Die Kapelle hat eine schlichte, teilweise barocke Ausstattung.

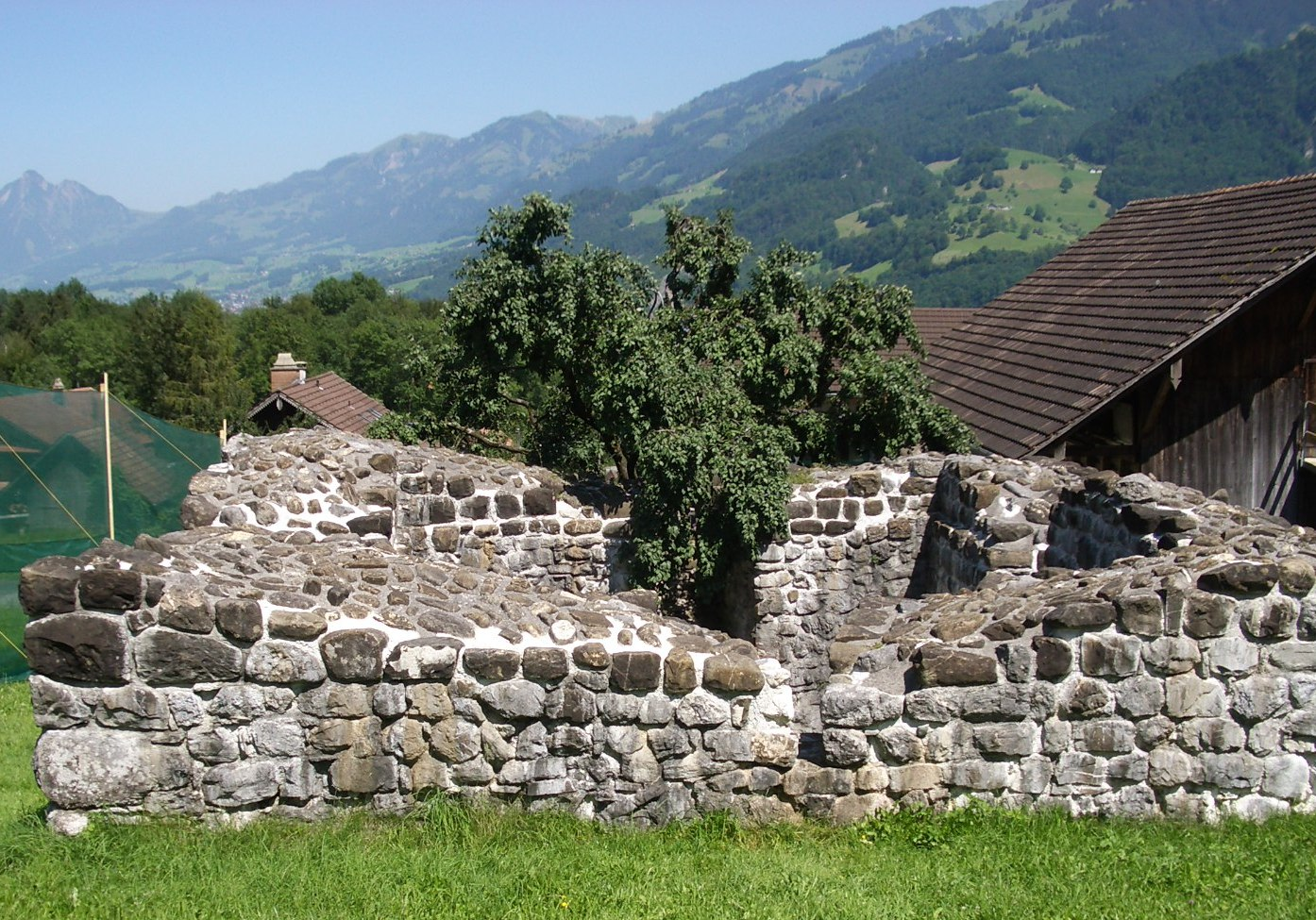
Turmruine Rosenberg, 13. Jh.
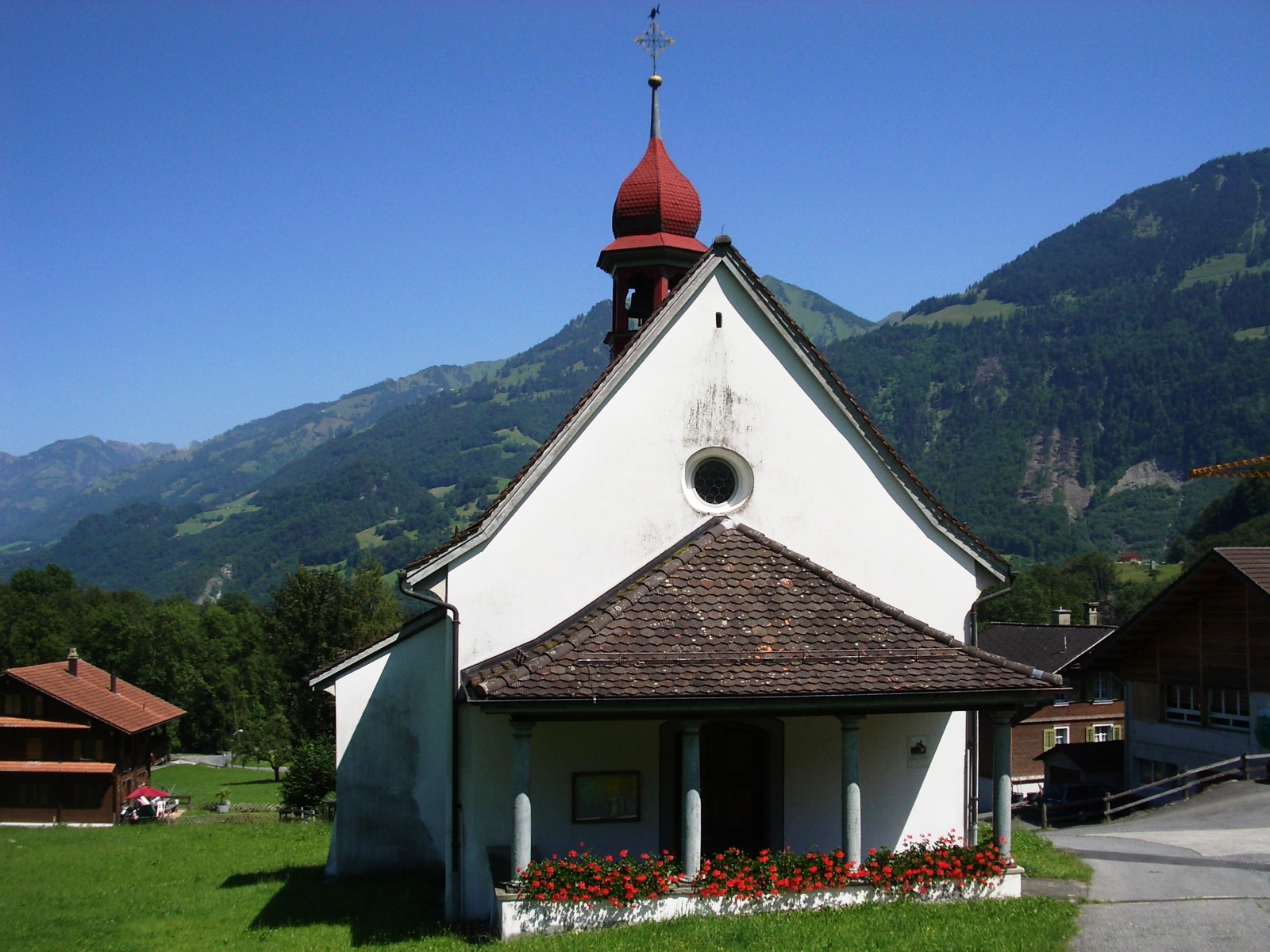
St.-Anton-Kapelle im Kleinteil, erbaut 1664–1667
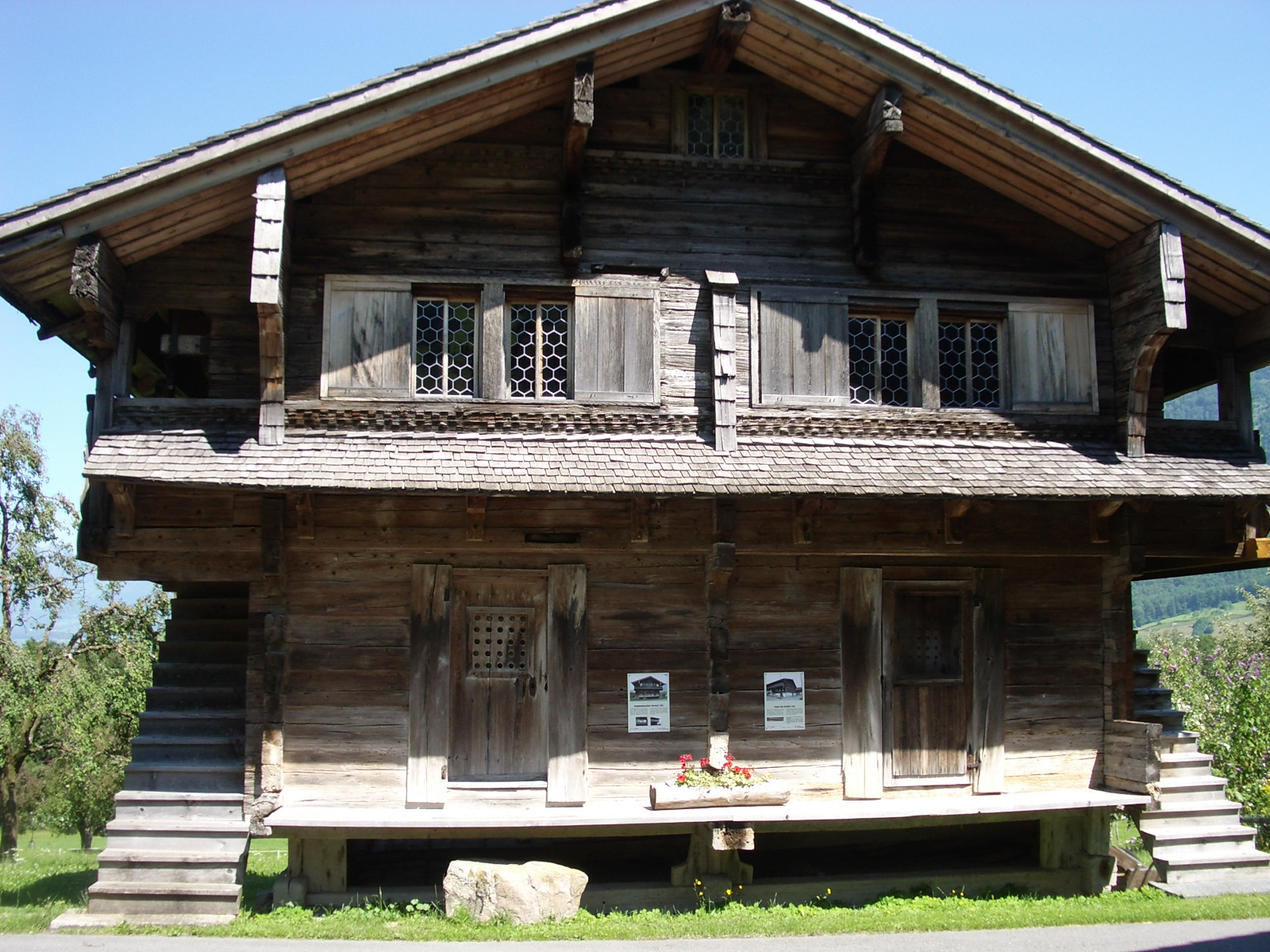
Doppelspycher Brend, Kleinteil, 17. Jh.
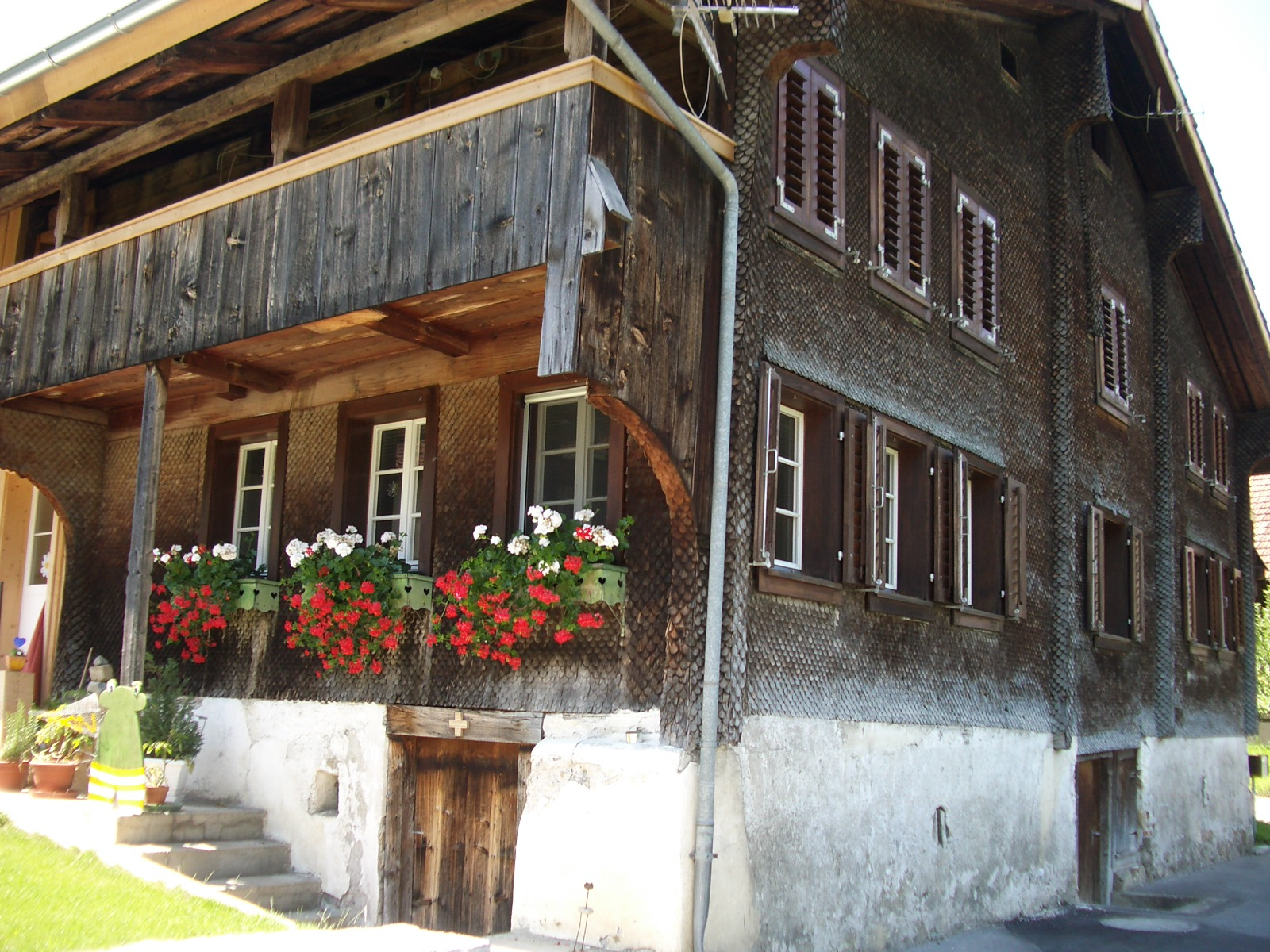
Doppelhaus im Grütli, Kleinteil, 16. Jh.
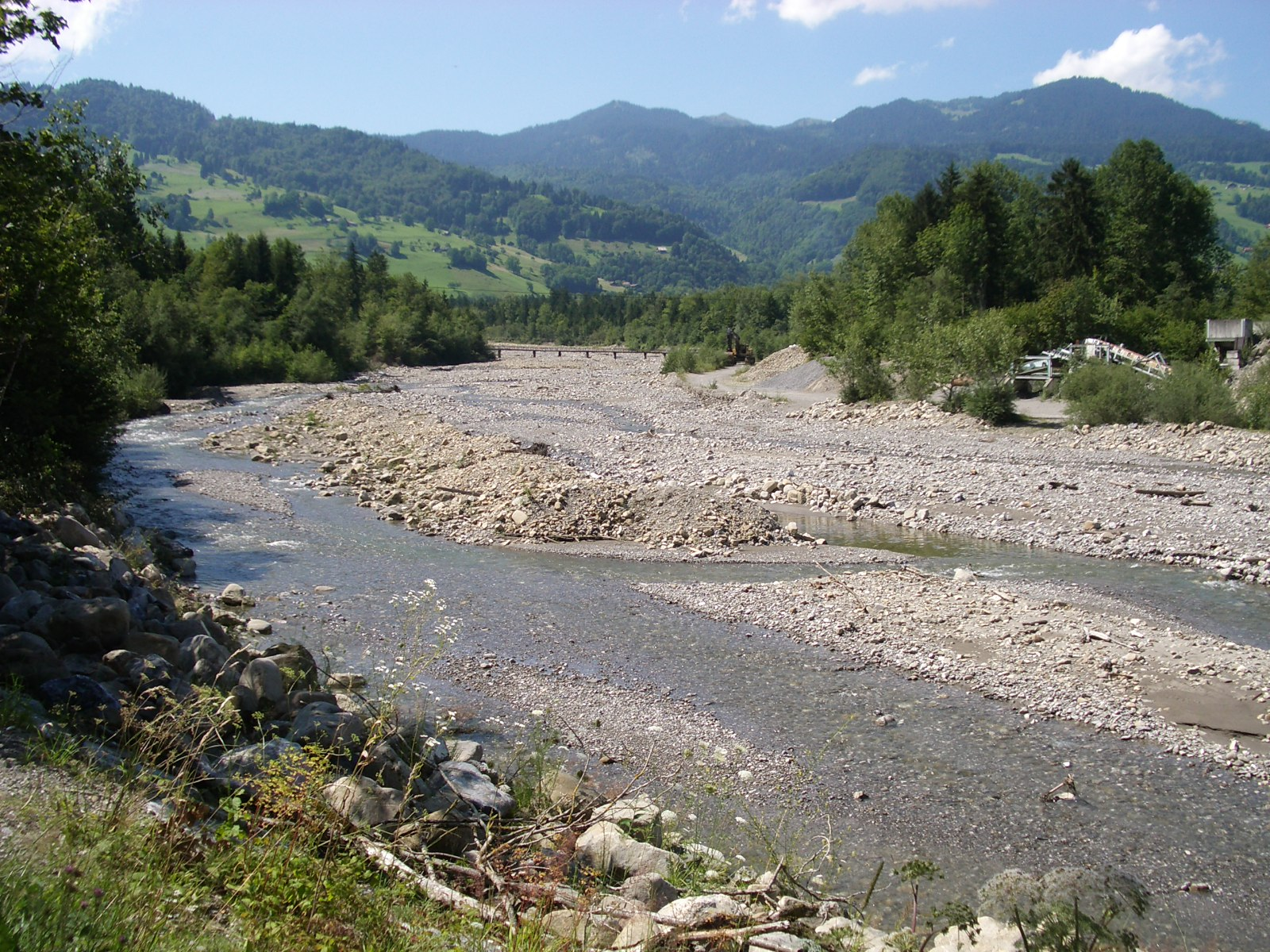
Lauibach

## Verkehrsanbindung
Durch Kleinteil führt die Panoramastrasse, die von Rudenz her kommend mit bis zu 12 % Steigung vorbei am Skigebiet Mörlialp über den 1611 m hohen Glaubenbielenpass via Sörenberg ins Entlebuch nach Schüpfheim führt. Die Passstrasse ist im Winter gesperrt.
Vom Giswiler Bahnhof verkehrt ein Postauto über die Panoramastrasse bis nach Schüpfheim. Das Postauto hält dabei auch in Kleinteil an der Haltestelle Kleinteil-Post. In etwa 3 Kilometer Entfernung von Kleinteil liegt der Bahnhof Giswil der Zentralbahn. Dieser bietet Anschluss an die Strecke nach Luzern und Meiringen. Für die Brünigbahn beginnt unmittelbar südlich des Bahnhofs Giswil die zahnradunterstützte Strecke nach Kaiserstuhl OW und weiter nach Lungern und auf den Brünigpass.

## Sonstiges
Etwas oberhalb von Kleinteil gibt es einen Friedwald für Baumbestattungen.